# ادونتیسم

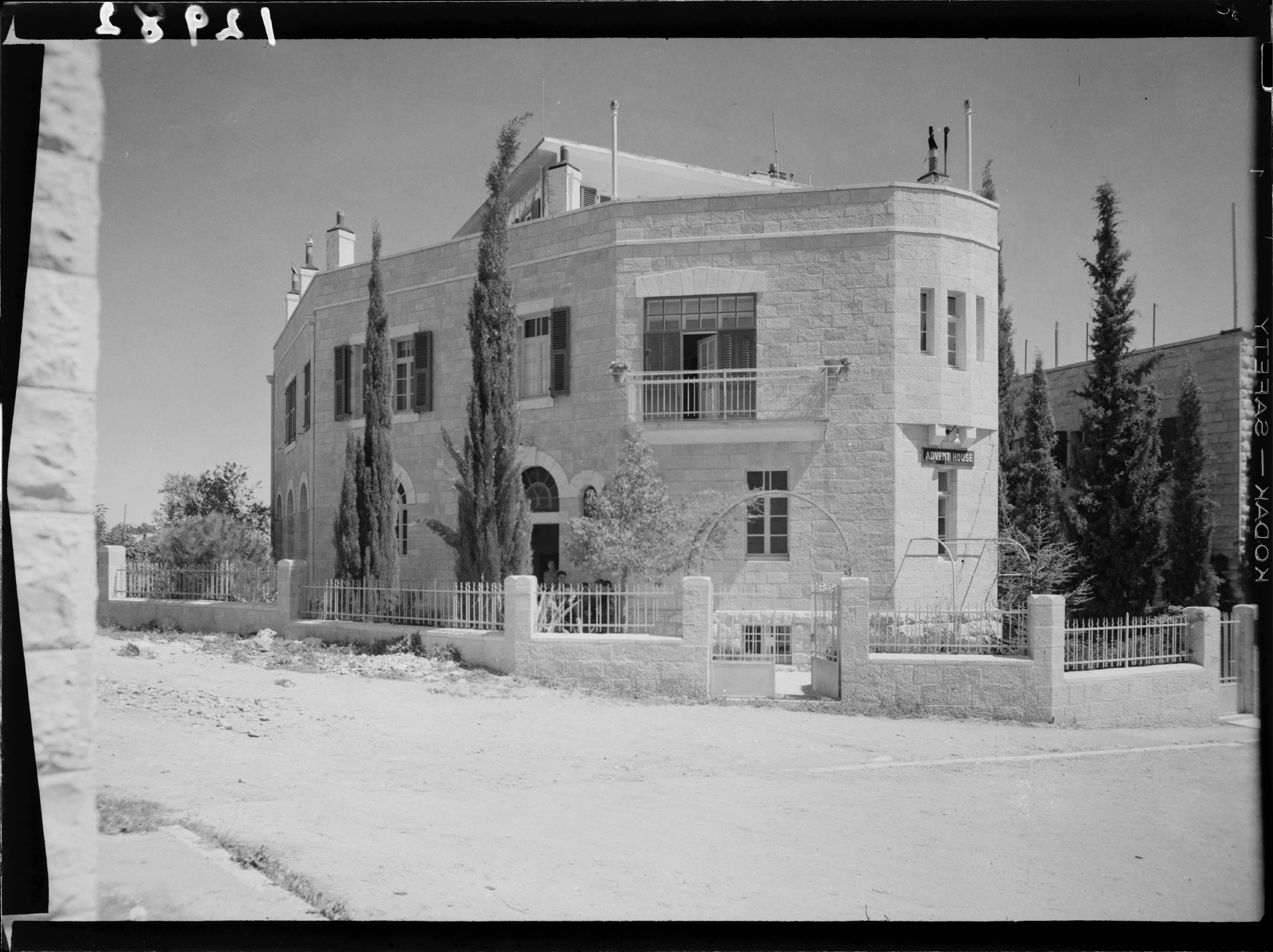
خانه ظهور در اورشلیم

ادونتیسم (انگلیسی: Adventism) شاخه‌ای از پروتستانتیسم است که ریشه‌های آن به نوزایی پروتستان آمریکایی در قرن نوزدهم موسوم به بیداری بزرگ دوم برمی گردد.
نام این فرقه از باور به بازایی عاجل یا «ظهور دوم» عیسی مسیح برمی گردد. ویلیام میلر این جنبش را در دهه ۱۸۳۰ شروع کرد. پیروان او به میلری‌ها مشهور شدند.
گرچه کلیساهای ادونتیست تشابهات زیادی دارند، خداشناسی‌شان در این خصوص که وضعیت واسطه بین مرگ و زندگی خواب ناهشیارانه است یا هشیاری، این که تاوان نهایی شر نابودی است یا عذاب ابدی، ماهیت فناناپذیری، این که شر پس از هزاره دچار رستاخیر خواهد شد یا نه، و این که منظور از Daniel 8 بهشت است یا زمین با یکدیگر اختلاف نظر دارند. جنبش ادونتیست مشوق در نظرگیری تمام کتاب مقدس، شده و ادونتیست‌های روز هفتم و گروه‌های دیگر ادونتیست شبات نگه می‌دارند. ۲۸ اعتقاد بنیادی از سوی کنفرانس عمومی ادونتیست‌ها گردآوری شده‌است.
در سال ۲۰۱۰ ادونتیسم مدعی گردآوری ۲۲ میلیون پیرو در کلیساهای مختلف شد. بزرگترین این کلیساها درون جنبش ادونتیسم کلیسای ادونتیست‌های روز هفتم است که ۱۸ میلیون پیروی غسل تعمید شده در جهان دارد.